# 韋恩·艾拉德
韋恩·艾拉德（英語：Wayne Allard，1943年12月2日—）是美国科罗拉多州的前任聯邦參議員（1997年至2009年1月），隸屬共和黨籍。

## 生涯背景
艾拉德生於科羅拉多州的柯林斯堡（Fort Collins），並且在附近的Walden鎮的一個農場長大。他在1968年從科羅拉多州大學取得了獸醫學博士學位。在大學裡艾拉德與瓊·馬爾康相識並結婚，馬爾康也在同一所大學取得了微生物學學位。兩人接著創立了他們自己的獸醫診所——艾拉德動物醫院。夫妻生下兩名女兒，克里斯提和綺麗兒，現在他們已經有四名孫子女了。艾拉德是新教徒，不過並不屬於特定的教派。

## 政治生涯

### 州參議院
在擔任全職的獸醫診所醫師的同時，艾拉德也在1983年至1990年間擔任科羅拉多州的州參議院議員。在州參議院任職期間艾拉德最為人所知的政績是將州參議院的會期限制為最高120天。

### 美國眾議員
艾拉德在1991至1997年間擔任科羅拉多州第4選區的眾議員。在眾議員任期裡，艾拉德加入了眾議院的國會改革委員會，提出了許多國會改革法案，包括了知名的「與美國有約」（Contract With America）運動。在國會被共和黨掌控的情況下，這些改革已經於1995年被國會通過了。

### 美國參議員
在1996年，艾拉德被選為美國參議員，以5%的票數擊敗了民主黨提名的候選人Tom Strickland。就任時艾拉德曾宣稱他只會擔任兩屆任期，第二屆任期期滿時就會退休。在2002年他再度以5%的票數差距擊敗Strickland，成功連任參議員職位。
在參議院裡，艾拉德是撥款委員會的成員。他也是參議院裡銀行、住房和城市事務委員會（Committee on Banking, Housing, and Urban Affairs）的成員，並且擔任旗下的金融服務小組委員會的成員。除此之外他也是住房和交通小組委員會的成員。艾拉德也被選為參議院預算委員會的成員，也加入了參議院健康、教育、勞工和退休金委員會。在參議院裡艾拉德也是再生能源和能源效率推廣小組的主席。
在2006年4月他被時代雜誌列為「美國最糟糕的參議員」的第五名，時代雜誌認為他在參議院裡是個「時常不見蹤影的傢伙」，也是「最不具影響力的參議員」，因為他幾乎「從來不曾在主要立法法案上扮演任何角色」並且「很少上發言台、或是開記者會以表達他的意見」，儘管艾拉德事實上已經在參議院任職十年、同時他也是參議院裡最重要的兩個委員會裡的主要成員。一份科羅拉多州當地的報紙：落磯山脈新聞報（Rocky Mountain News）則對此抨擊時代雜誌，認為時代雜誌誤解艾拉德了，並且主張艾拉德是個「努力促長科羅拉多州利益的勤勞議員」。另一份科羅拉多州的主要日報—Colorado Springs Gazette也在2006年4月20日刊登一則文章批評道「現在還有人會去看時代雜誌嗎？」並且批評時代雜誌的評選是「無腦的、主觀的、卑鄙的、而又虛偽的毀謗，並再度證明了這份一度曾如此重要的雜誌現今已變的如此低水平。」
在2007年1月15日艾拉德宣布他將會遵守他在1996年選戰中作出的只擔任兩屆的承諾，因此會在2009年1月退休。

## 選舉紀錄
- 2002年參議院選舉
  - 韋恩·艾拉德 (R) (inc.), 51%
  - Tom Strickland (D), 46%

- 1996年參議院選舉
  - 韋恩·艾拉德 (R), 51%
  - Tom Strickland (D), 46%

- 1996年參議院選舉 （共和黨初選）
  - 韋恩·艾拉德 (R), 57%
  - Gale Norton (R), 43%

## 外部連結
- 參議員韋恩·艾拉德官方網站
- Wayne 國會百科的傳記
- 華盛頓郵報記載的投票紀錄

| 前任： Hank Brown   | 美國科羅拉多州眾議員（第4選區） 1991－1997 | 繼任： Robert W. Schaffer |
| 前任者： Hank Brown | 美國科羅拉多州（第2類）參議員 1997－2009   | 繼任者： 马克·尤德尔      |